# Мосман (Австралия)
Мосман (англ. Mosman) — город в Австралии площадью 8,7 км² , население по оценкам на 2009 год составляет примерно 28 тысяч человек. Мосман является пригородом Сиднея и расположен в 8 км к северо-востоку от делового центра. 

## История
Город назван в честь Арчибальда Мосмана (1799-1863) и его брата-близнеца Джорджа, которые в 1831 году основали китобойную станцию в заливе Мосман.

## Достопримечательности
Популярные пляжи Балморал, Чайнаманс и Коблерс, зоопарк Таронга.